# Lijst van personages uit Peanuts
Dit is een lijst van personages uit de Amerikaanse stripreeks Peanuts.

## Hoofdpersonen
- Charlie Brown
- Snoopy
- Linus van Pelt
- Lucy van Pelt
- Rerun van Pelt
- Violet
- Frieda
- Woodstock
- Marcie
- Peppermint Patty
- Schroeder
- Franklin
- Sally Brown

## Bijpersonen

### 555 95472
555 95472, kortweg 5 genoemd, was een bijpersonage van 1963 tot 1981. Hij dankt zijn vreemde naam aan zijn vader, die blijkbaar geobsedeerd is door de belangrijke rol die getallen spelen in het leven van veel mensen. Zijn achternaam, 95472, is de postcode van Sebastopol, Californië. In Klein grut, de versie in Het Parool, wordt hij '595472' genoemd.

### Crybaby Boobie
Een personage dat haar debuut maakte in 1978. Ze stond erom bekend om op de tennisbaan altijd te klagen hoe oneerlijk iets was, tenzij ze een wedstrijd won. Het enige wat haar kon kalmeren als ze weer begon met klagen was een dreun van Snoopy.

### Emily
Emily maakte haar debuut op 13 februari 1995. Ze verscheen aan Charlie Brown toen die zich depressief voelde, en danste met hem. Later werd onthuld dat ze mogelijk enkel in Charlies fantasie bestaat, maar dit is nooit helemaal opgehelderd.

### Eudora
Een speler uit Charlie Browns honkbalteam en een vriendin van Sally.

### De garage
In de fantasie van Snoopy wordt de garage soms zijn partner voor bij tennis.

### The Goose Eggs
Een honkbalteam bestaande uit vier kleuters genaamd Austin, Leland, Milo en Ruby. Ze verschenen in 17 strips uit 1977 toen Charlie Brown moest vluchten voor de Environmental Protection Agency omdat hij wraak had genomen op de vliegeretende boom. Ver van huis kwam Charlie de groep tegen en werd hun mentor. Ze respecteerden hem als een wijze leider. Toen Charlie eindelijk terug naar huis kon, verdwenen ze uit de strip.

### De grote pompoen
De grote pompoen (Engels the Great Pumpkin) is een onzichtbaar personage in de serie Hij is een feestdagpersonage (vergelijkbaar met de Kerstman) die enkel bestaat in de verbeelding van Linus van Pelt. Linus zit elk jaar rond Halloween in een pompoentuin om de komst van de “Grote Pompoen” af te wachten. De grote pompoen arriveert echter nooit, maar Linus blijft geloven in zijn bestaan en besluit telkens het volgend jaar nog eens te proberen.
Volgens Linus brengt de grote pompoen net als de Kerstman geschenken, maar in tegenstelling tot de Kerstman kiest de pompoen zelf wat hij aan iemand geeft.

### De kat van de buren
Een onzichtbaar personage en Snoopy’s aartsvijand. Zijn persoonlijkheid doet denken aan die van Garfield. In veel strips plaagt Snoopy de kat vanaf het dak van zijn hondenhok. Dit resulteert er meestal in dat de kat het hok sloopt.

### Lila
Lila was de eigenaar van Snoopy voordat hij werd gekocht door Charlie Brown. Ze kocht Snoopy blijkbaar van de Daisy Hill Puppy Farm, maar moest hem weer terugbrengen toen haar familie verhuisde naar een appartement waarin honden niet waren toegestaan. In 1968 verscheen ze even in de strip. Tevens had ze een rol in de animatiefilm Snoopy, Come Home.

### Lyndia
Een meisje dat vrijwel elke dag een andere naam gebruikt. Voordat werd onthuld dat ze Lyndia heet kregen de lezers haar al te zien onder de namen Melissa, Anna en Olivia. Ze zit in dezelfde klas als Linus van Pelt.

### Het meisje met de rode haren
Het meisje met de rode haren (Engels little red-haired girl) is een onzichtbaar personage. Charlie Brown heeft duidelijk een oogje op haar. Hij probeert geregeld moed te verzamelen om met haar te praten, maar tevergeefs. Alles wat met haar te maken heeft is heilig voor hem. Hoewel ze nooit in beeld verschijnt en men haar echte naam nooit te weten komt, speelt ze wel regelmatig een belangrijke rol in de strip. Charlies verliefdheid op haar is een van zijn belangrijkste kenmerken.
In de animatiespecial It's Your First Kiss, Charlie Brown verscheen ze wel in beeld en werd haar naam gegeven als “Heather”.

### Miss Othmar
Linus van Pelts lerares. Net als de andere volwassenen in de strip was ze een onzichtbaar personage. Linus was verliefd op haar. Ze trouwde uiteindelijk met een niet bij naam genoemde man, waarna ze haar achternaam veranderde naar Hagemeyer.

### Patty
Patty, niet te verwarren met Peppermint Patty, was een van de originele drie personages uit de strip. Ze was goede vrienden met Violet, maar omdat ze vrijwel geen karakterontwikkeling onderging werd haar rol in de strip al snel kleiner tot ze geheel verdween.

### Peggy Jean
Peggy Jean was gedurende de jaren 90 twee jaar lang de vriendin van Charlie Brown. Charlie ontmoette haar op een zomerkamp in 1990. Ze had tot aan 1999 geregeld cameo’s in de strip, maar nadat haar relatie met Charlie werd beëindigd speelde ze vrijwel geen rol van betekenis meer. Wel speelde ze mee in de animatiespecial It's Christmastime Again, Charlie Brown.

### Pig-Pen
Pig-Pen maakte zijn debuut in 1954. Zijn grootste kenmerk is dat hij altijd vuil is en er altijd een stofwolk om hem heen hangt. Hij kan hier zelf niets aan doen daar hij volgens eigen zeggen een stofmagneet is. Eenmaal trok hij schone kleren aan, maar nauwelijks had hij een stap buiten de deur gezet of hij werd alweer smerig. Pig-Pen zelf zit er niet mee dat hij vuil is. De enige die hem accepteert ondanks zijn uiterlijk is Charlie Brown. In de Nederlandse vertaling wordt Pig-Pen Smeerkees genoemd.

### Poochy
Een meisje dat bijna Snoopy had geadopteerd, maar op het laatste moment voor een andere hond koos. Om deze reden had Snoopy nog jarenlang haatgevoelens tegenover haar.

### Roy
Een jongen die vrienden werd met Charlie gedurende een zomerkamp in 1965. Hij introduceerde Charlie en co aan Peppermint Patty. Roy was Peppermint Patty’s beste vriend totdat Marcie haar intrede deed.

### De school
De school was aanvankelijk gewoon de basisschool waar de hoofdpersonages op zaten. Hij werd een soort van personage toen Sally Brown tegen het gebouw begon te praten. De school ontwikkelde hierna zelfs een eigen persoonlijkheid. Zo heeft hij soms dialoog middels tekstballonnen, en laat soms stenen vallen op het hoofd van mensen die hem niet aanstaan. In 1976 stortte het gebouw in, wat Sally omschreef als “zelfmoord plegen”.

### Joe Shlabotnik
Een onzichtbaar personage in de strip. Hij is een professionele honkballer en het grote idool van Charlie Brown. Hij is echter geen goede speler. Geregeld wordt in de strips vermeld dat hij weer is gedegradeerd naar een lager team. Charlie probeert geregeld voorwerpen te bemachtigen die iets met Joe te maken hebben.

### Shermy
Shermy was een van de drie originele personages die hun debuut maakten in de eerste strip. Hij had tevens als enige dialoog in deze strip.
Aanvankelijk had Shermy de rol van Charlie Browns meerdere op vrijwel alle gebieden, maar vooral atletiek. Hij moest als tegenpool dienen voor Charlie.
Net als Patty onderging Shermy vrijwel geen karakterontwikkelingen zoals de latere personages. Daarom werden zijn optredens in de strip steeds kleiner en kwam hij op een bepaald moment enkel nog voor in strips waarin Schulz een personage nodig had met maar weinig persoonlijkheid. In 1982 besloot Schulz Shermy permanent uit de strip te verwijderen.

### Snoopy’s familie
Snoopy heeft zeven broers en zussen, waarvan er vijf een paar maal voorkomen in de stripserie. De andere twee komen enkel voor in de animatiespecial Snoopy’s Reunion:
Spikeeen van Snoopy’s broers. Hij kwam het meest voor in de strip. Hij lijkt sterk op Snoopy, maar is iets slanker. Spike woont alleen in de woestijn vlak bij Needles, en is graag op zichzelf. Spike komt geregeld voor in Snoopy’s dagdromen, waarin hij een soldaat is in Snoopy’s legereenheid.
Andy en OlafSnoopy’s broers die samen op een boerderij wonen. Andy ziet eruit als een wat wildere versie van Snoopy. Olaf heeft blijkbaar last van overgewicht. De twee werden bijna de honden van Rerun, maar dit ging op het laatste moment niet door.
BelleSnoopy’s zus. Ze woont in Kansas City en heeft een niet bij naam genoemde zoon die volgens Snoopy sterk lijkt op de roze panter.
Marblesde slimste van het vijftal. Hij verscheen enkel in een verhaallijn uit 1982.
Molly en RoverSnoopy’s laatste broer en zus die enkel in de tv-special te zien waren.

### Thibault
Thibault is een speler uit Peppermint Patty’s honkbalteam. Hij staat bekend als een pestkop.

### Vliegeretende boom
De vliegeretende boom (Engels “Kite-Eating Tree”) is een boom waar geregeld de vliegers van de hoofdpersonages in vast blijven zitten, waarna ze langzaam vergaan omdat niemand erbij kan om ze eruit te halen. De Peanuts-personages interpreteren dit als dat de boom de vlieger opeet. Aanvankelijk leek de boom enkel in de fantasie van Charlie Brown te bestaan, maar in latere strips wordt de suggestie gewekt dat er toch meer aan de hand is. Zo lijkt de boom steeds in een andere omgeving te staan, en zelfs een eigen persoonlijkheid te hebben. Eenmaal nam Charlie wraak door de boom te bijten, maar haalde zich zo de woede van de Environmental Protection Agency op de hals. Pas nadat de boom was geveld door een storm kon Charlie terugkeren. Later in de serie dook weer een nieuwe boom op om de oude te vervangen.

### Molly Volley
Een meisje dat een tijdje samen met Snoopy speelde bij een dubbelspel tennis. Ze had de gewoonte om snel agressief te worden. Toen ze het zat werd om telkens te verliezen verliet ze Snoopy’s team en verdween uit de strip.